# Musikjahr 1693
Liste der Musikjahre

◄◄ | ◄ | 1689 | 1690 | 1691 | 1692 | Musikjahr 1693 | 1694 | 1695 | 1696 | 1697 | ► | ►►

Weitere Ereignisse
Dieser Artikel behandelt das Musikjahr 1693.

## Ereignisse

### Eröffnungen
- 08. Mai: Die in nur vier Monaten durch Girolamo Sartorio errichtete Oper am Brühl, das erste Leipziger Opernhaus, wird in Anwesenheit von Kurfürst Johann Georg IV. mit der Oper Alceste von Hofkapellmeister Nicolaus Adam Strungk feierlich eröffnet. Der deutsche Text nach Aurelio Aureli stammt von Paul Thymich.
- François Couperin erhält die Stelle des Organisten an der Königlichen Kapelle in Versailles.
- John Eccles wird Komponist am Drury Lane Theatre in London.
- Um Georg Philipp Telemann von einer musikalischen Karriere abzubringen, beschlagnahmen seine Mutter und Verwandten alle seine Instrumente und schicken ihn Ende 1693 (oder Anfang 1694) zur Schule nach Zellerfeld.

### Uraufführungen

#### Bühnenwerke

##### Oper
- 03. Februar: Die Oper La libertà contenta von Agostino Steffani auf das Libretto von Ortensio Mauro wird erstmals in Hannover aufgeführt.
- Karneval: Die Oper Il trionfo dell’innocenza, ein Dramma per musica in drei Akten auf das Libretto von Rinaldo Cialli wird in Venedig uraufgeführt.
- Karneval: Die Oper Camillo generoso von Carlo Luigi Pietragrua hat in Dresden Uraufführung.

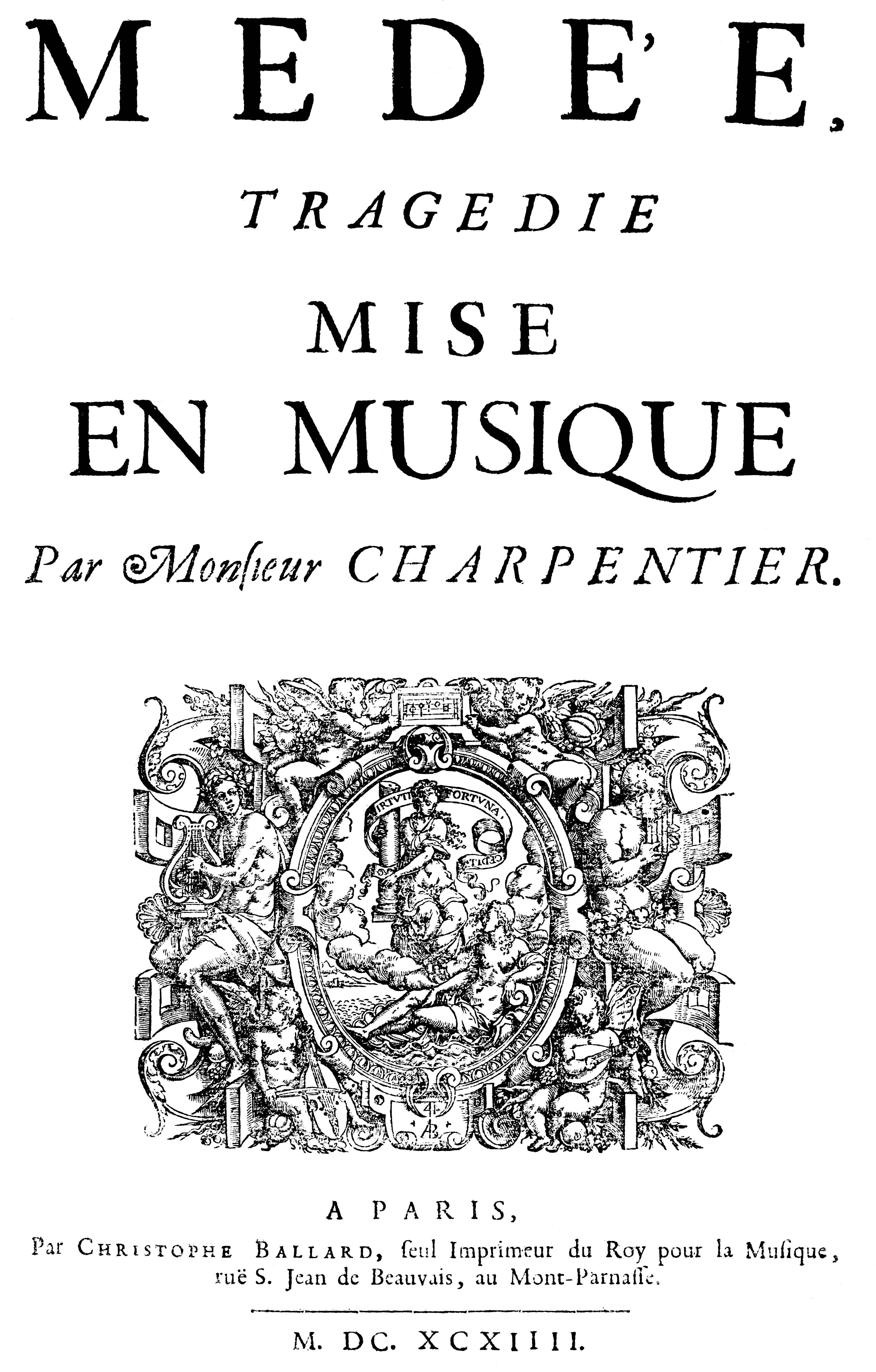
Médée - Titelseite der Partitur

- 04. Dezember: Die Tragédie lyrique Médée (H 491) von Marc-Antoine Charpentier nach einem Libretto von Thomas Corneille hat ihre Uraufführung im Palais-Royal in Paris. In den Hauptrollen singen Marthe Le Rochois (Médée), Françoise Moreau (Créuse), Dumesnil (Jason) und Jean Dun (Créon). Obwohl das Stück anfangs gut angenommen und im Mercure galant wohlwollend besprochen wird, ist ihm kein weiterer Erfolg beschieden, vielleicht weil Charpentier vor allem als Komponist geistlicher Werke bekannt war.
- Henri Desmarest – Didon
- Johann Philipp Krieger – Hercules unter den Amazonen (Singe-Spiel, verschollen)
- Alessandro Scarlatti – II Flavio Cuniberto (Uraufführung in Neapel)
- Georg Philipp Telemann komponiert mit zwölf Jahren seine erste Oper Sigismundus, auf ein Libretto von Christian Heinrich Postel.

##### Schauspielmusik
- Henry Purcell schreibt Musik für zwei Komödien von William Congreve: The Old Bachelor und The Double Dealer.

### Instrumentalmusik

#### Orchester
- Philipp Heinrich Erlebach – VI Ouvertures, begleitet mit ihren darzu schicklichen Airs nach Französischer Art, a 5, 6 (Ouverturensuiten; publ. 1693)[1]

#### Kammermusik
- Antonio Caldara – 12 Suonate a tre, op. 1

### Vokalmusik
- Heinrich Ignaz Franz Biber – Vesperae Longiores ac Breviores Unacùm Litaniis Lauretanis

### Instrumentenbau

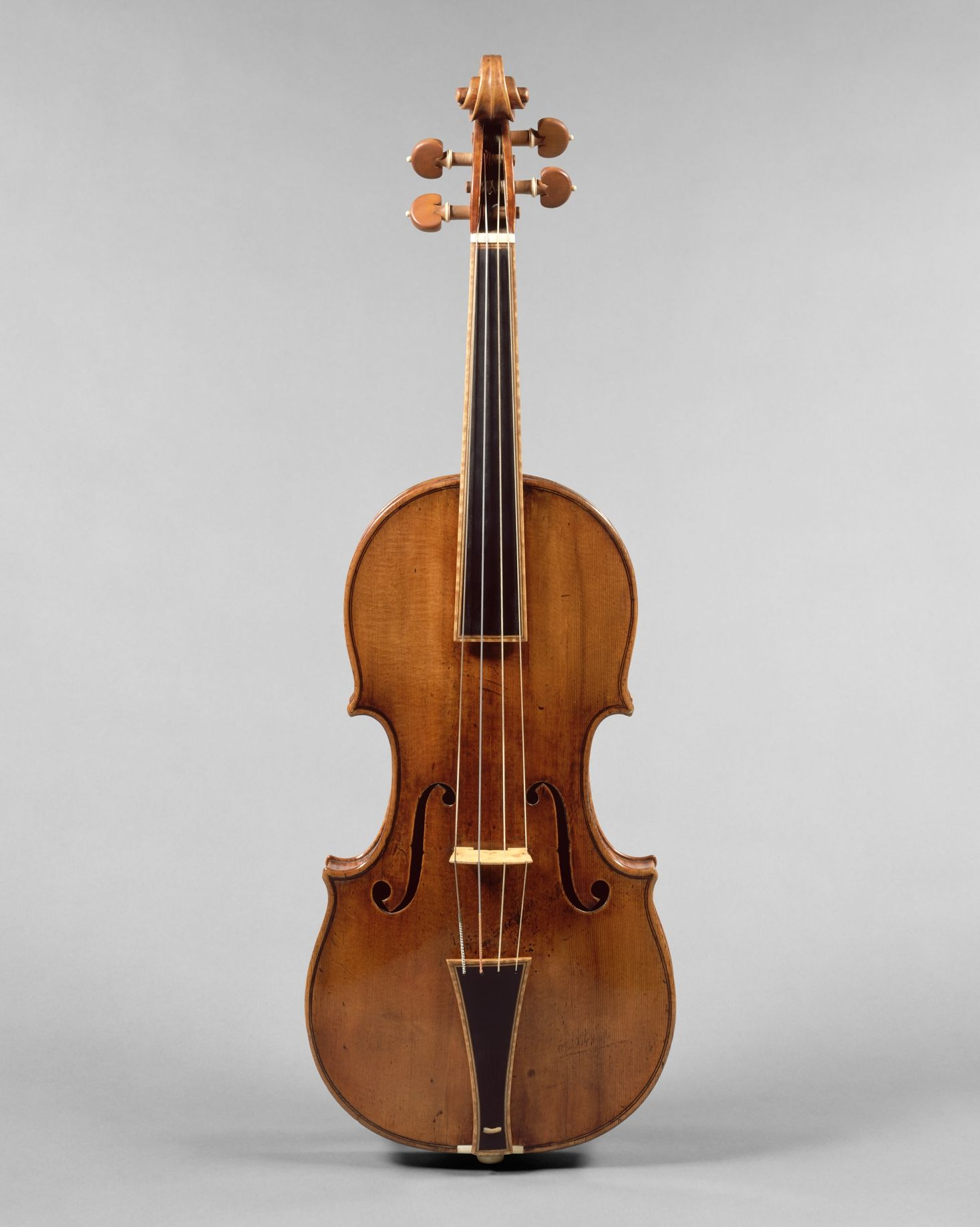
Violine Gould von Antonio Stradivari

- In der Werkstatt von Antonio Stradivari werden die heute unter den Namen Bonnet, Gendron und Gould bekannten Violinen produziert.

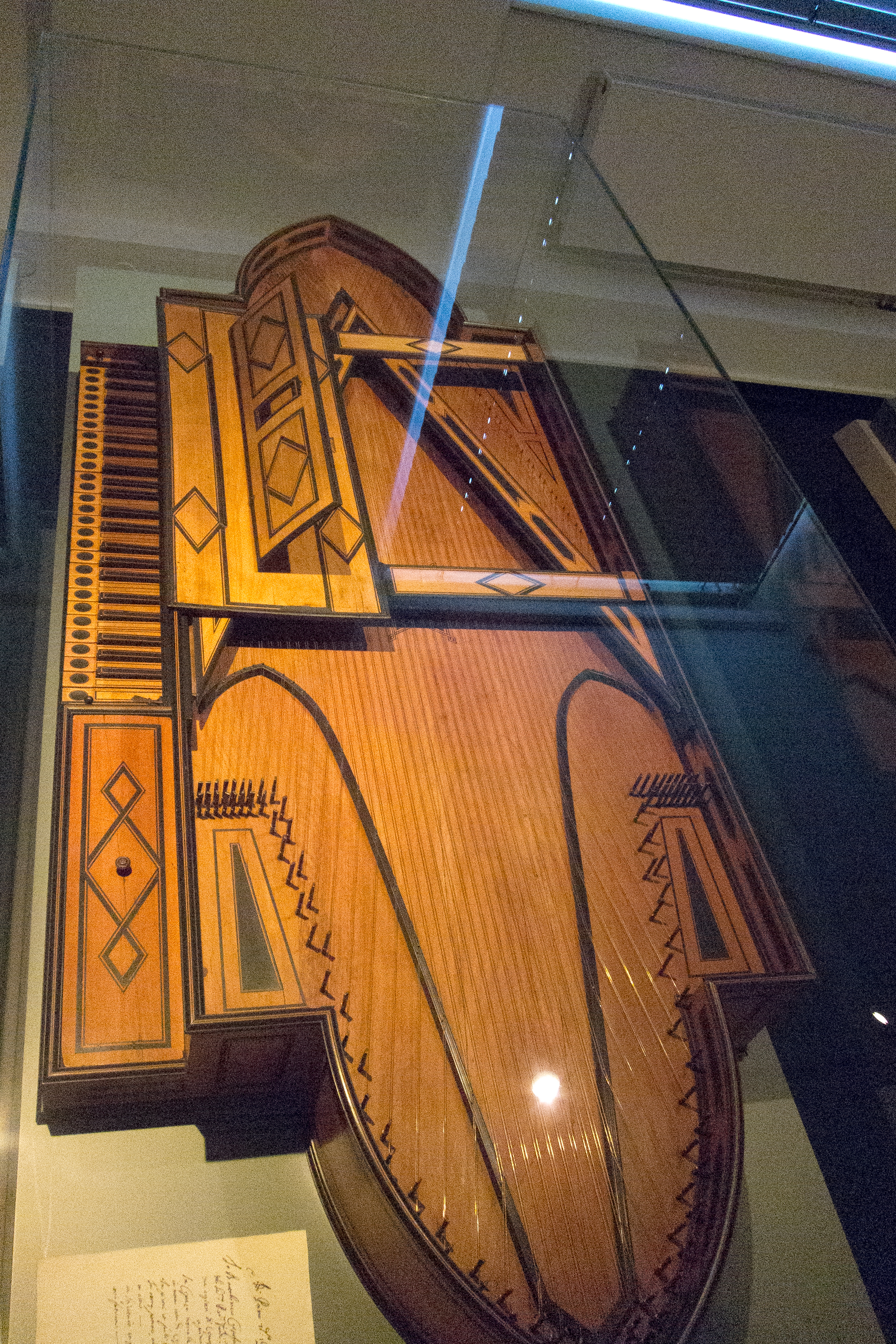
Spinett von Bartolomeo Cristofori

- Bartolomeo Cristofori baut für Ferdinando de’ Medici, den ältesten Sohn von Cosimo III. zwei Spinette in der ungewöhnlichen Form eines Schiffchens. Eines davon ist heute noch erhalten.

## Geboren
- 28. Januar: Gregor Joseph Werner, österreichischer Komponist († 1766)
- 05. März: Johann Philipp Seuffert, mainfränkischer Orgelbauer († 1780)
- 21. März: Gottfried Behrndt, deutscher Amtmann, Genealoge, Schriftsteller und Kirchenlieddichter († 1743)
- 24. März: Pierre-Gabriel Buffardin, französischer Flötist († 1768)
- 17. Mai: Georg Sigismund Caspari, deutscher Orgelbauer († 1742)
- 08. August: Laurent Belissen, französischer Komponist des Spätbarock († 1762)
- 28. Oktober: Šimon Brixi, böhmischer Organist, Kantor und Komponist († 1735)
- 30. Dezember: Quirin Weber, deutscher Orgelbauer († 1751)

## Gestorben

### Todesdatum gesichert
- 13. Februar: Johann Caspar von Kerll, deutscher Organist, Cembalist und Komponist (* 1627)
- 01. März: Benedikt Schultheiß, deutscher Organist und Komponist (* 1653)
- 31. März: Jiři Melcl, tschechischer Komponist (* 1624)
- 05. April: Christian Scriver, deutscher lutherischer Geistlicher, Erbauungsschriftsteller und Kirchenlieddichter (* 1629)
- 04. Mai (begraben): Wolf Hieronymus Herold, deutscher Glockengießer (* 1627)
- 24. Juni: Pavel Josef Vejvanovský, tschechischer Trompeter und Komponist (* um 1633)
- 26. Juni: Johann Friedrich Besser, deutscher Orgelbauer (* um 1630)
- 12. Juli: Domenico Melani, italienischer Kastratensänger und kursächsischer Hofbeamter (* 1629)
- 25. August: Johann Christoph Bach d. Ä., deutscher Violinist, Zwillingsbruder von Johann Ambrosius Bach, dem Vater von Johann Sebastian Bach (* 1645)

### Genaues Todesdatum unbekannt
- Andreas Gleich, Organist und Kirchenmusiker (* 1625)
- Giuseppe Felice Tosi, italienischer Organist, Kapellmeister und Komponist (* 1628)

### Gestorben nach 1693
- Samuel Gercke, deutscher Orgelbauer und Organist